# Genaro García-Alas y Ureña
Genaro García-Alas y Ureña (1844-1918) fue un militar, ingeniero y periodista español, hermano mayor de Clarín.

## Biografía
Nacido en Oviedo en 1844, siguió la carrera de ingeniero militar, retirándose con el empleo de teniente coronel en 1881. Publicó gran número de obras militares y dio conferencias públicas del mismo carácter. Como periodista fue redactor de La Correspondencia de España, El Imparcial y otros periódicos; corresponsal de la agencia «Fabra» y colaborador del Memorial de Ingenieros, Vida Marítima, Nuestro Tiempo, Revista Política Ibero-americana, El Aspirante, La España Moderna, El Liberal, Ecos del Nalón, Revista de Asturias –cuya segunda época dirigió– o Alma Española. En las elecciones de 1898 obtuvo un escaño de diputado a Cortes por el distrito cubano de Sancti-Spíritus, con el Partido Autonomista. Genaro Alas, que perteneció a la Asociación de la Prensa de Madrid, era hermano de Leopoldo Alas «Clarín». Falleció en 1918.